# 서울압구정초등학교
서울압구정초등학교(서울狎鷗亭初等學校)는 대한민국 서울특별시 강남구 압구정동에 있는 공립 초등학교이다.

## 학교 연혁
- 1977년 5월 4일 서울구정국민학교 개교
- 1996년 3월 1일 서울구정초등학교로 개칭
- 1997년 3월 1일 서울압구정초등학교로 개칭
- 2003년 10월 28일 인터넷 방송 시스템 설치
- 2004년 3월 22일 도서실, 컴퓨터실, 실험실 개관
- 2006년 2월 27일 교사휴게실, 체육활동실 설치
- 2006년 10월 30일 놀이기구 및 주민체력단련 기구 설치
- 2009년 3월 10일 영어전용교실 설치
- 2009년 8월 31일 학교 운동장 공원화 사업 및 화장실 현대화 사업 실시
- 2011년 8월 24일 교사동 외벽 도장 공사
- 2012년 8월 27일 과학실 현대화 사업 실시
- 2013년 3월 27일 강남교육지원청 미술영재교육원 개관
- 2015년 12월 15일 압구정오케스트라 창단 및 연주회
- 2019년 신발장 교체 • 학교 옆 보도 공사
- 2019년 체육관 • 급식실 건설
- 2020년 운동장 배수로 설치

## 사건사고
이형호 유괴 살해사건